# Mohamed Ofei Sylla
Mohamed Ofei Sylla (1974. augusztus 15. – Conakry, 2019. február 4.) válogatott guineai labdarúgó, középpályás.

## Pályafutása

### Klubcsapatban
1992–93-ban a Horoya AC labdarúgója volt. 1993–94-ben a francia Vannes, 1997–98-ban az egyiptomi Ismaily, 1999–00-ben a török Gaziantepspor, majd 2000–01-ben a Denizlispor játékosa volt.

### A válogatottban
1993 és 1999 között kilenc alkalommal szerepelt a guineai válogatottban. Részt vett az 1994-es és az 1998-as afrikai nemzetek kupáján.

## Sikerei, díjai
Horoya AC
- Guineai bajnokság
  - bajnok: 1992